# Toxonprucha lineata
Toxonprucha lineata är en fjärilsart som beskrevs av Druce 1890. Toxonprucha lineata ingår i släktet Toxonprucha och familjen nattflyn. Inga underarter finns listade i Catalogue of Life.